# Carpelimus
Carpelimus is een monotypisch geslacht van kevers uit de familie van de kortschildkevers (Staphylinidae).

## Soort
- Carpelimus foveolatus
- Carpelimus halophilus
- Carpelimus lucidus Cameron, 1944
- Carpelimus pusillus